# Jean-Nicolas-Louis Durand
Jean-Nicolas-Louis Durand (18 settembre 1760 – 31 dicembre 1834) è stato un architetto e teorico dell'architettura francese, che influenzò il dibattito architettonico anche al di fuori dei confini nazionali.

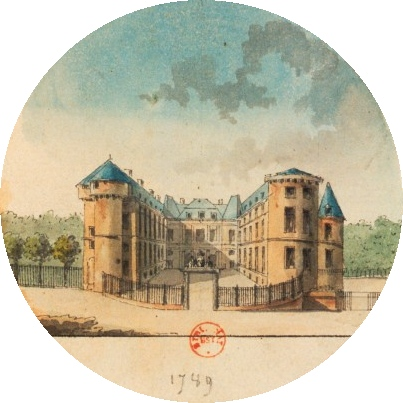
Château de Rambouillet - Dessin de Durand, Jean Nicolas Louis (1760-1834)

Allievo di Étienne-Louis Boullée ed esponente del neoclassicismo, Durand fu per 32 anni insegnante di composizione all'École polytechnique dal 1798 al 1830. È appunto nei testi che scrisse per i suoi allievi che portò avanti la sua speculazione teorica.
Raccolse le sue lezioni in "Prècis des leçons d'architecture" (1802-1805) in cui propose un metodo fondato su razionalità e modularità costruttive e compositive, indirizzando l'architettura verso il funzionalismo.
Durand sosteneva che l'architettura non è un'arte d'imitazione e polemizzava quindi con il mito della capanna proposto da Marc-Antoine Laugier.
Sebbene condividesse la passione del suo maestro per la simmetria, le forme geometriche semplici e le colonne massicce, propose schemi più flessibili. Fortemente innovativo è infatti il metodo compositivo basato su griglie di riferimento sia una per gli alzati e le sezioni. Nei reticoli, Durand inseriva gli elementi di architettura: muri, pilastri, colonne. Il suo metodo è quindi combinatorio. La modularità dell'architettura di Durand, insieme con sviluppo del ferro come materiale da costruzione, sono gli elementi che nell'Ottocento anticipano i concetti della prefabbricazione.
Grande influenza ebbe il suo progetto ideale per un museo che fu poi considerato il punto di partenza del museo ottocentesco. Il museo di Durand si sviluppa su una vasta area quadrangolare con impianto centrale a croce greca. Una rotonda, fulcro centrale, campeggia al centro dell'intero complesso e costituisce la sala dell'assemblea; altre sale si articolano simmetricamente al complesso centrale. Questo progetto fu preso come modello da Schinkel per l'Altes Museum di Berlino.

## Opere
- Recueil et parallèle des édifices de tout genre, anciens et modernes : remarquables par leur beauté, par leur grandeur, ou par leur singularité, et dessinés sur une même échelle (1800), ed. Gillé fils, detto il Grand Durand ;
- Précis des leçons d'architecture données à l'École royale polytechnique (2 vol., 1809) pub. a spese dell'autore, detto il Petit Durand (vol. I e vol. II)
- Nouveau précis des leçons d'architecture : données à l'École impériale polytechnique (1813), ed. Fantin.